# Heroes of Might and Magic III: The Shadow of Death
Heroes of Might and Magic III: The Shadow of Death is het tweede uitbreidingsspel voor het turn-based strategy spel Heroes of Might and Magic III: The Restoration of Erathia. Het spel is ontworpen door New World Computing voor Microsoft Windows en uitgebracht door 3DO Company in 2000.

## Campagnes
”Shadow of Death” bevat zeven nieuwe campaigns die gezamenlijk een prequel zijn voor de gebeurtenissen uit Heroes III en Armageddon’s Blade. De campagnes vertellen het verhaal van vier helden in hun gevecht tegen Sandro de Necromancer die het continent Antagarich wil veroveren.
- New Beginning: de held in deze campaign is “Gem”, een druïde die haar door oorlog verscheurde land Enroth is ontvlucht. Ze wordt door Sandro overgehaald voor hem enkele voorwerpen te vinden die hem kunnen helpen bij zijn aanval.
- Elixir of Life: “Gelu”, een forest ranger, krijgt in deze campagne de opdracht de ingrediënten van het levenselixer op te sporen voordat Sandro’s necromancers deze in handen krijgen.
- Hack and Slash: de held in deze campagne is “Crag Hack”, een barbaren stamhoofd die voor Sandro vier voorwerpen moet vinden.
- Birth of a Barbarian: “Yog”, een barbaar uid Bracada, probeert in deze campagne naam te maken in het barbaren koninkrijk Krewlod.
- Rise of the Necromancer: deze campagne kan alleen worden geopend als de vorige vier zijn uitgespeeld. In deze campaign staat “Sandro” zelf centraal. Met behulp van de voorwerpen die Gem en Grag Hack hem hebben gebracht begint hij zijn aanval op Antigarich.
- Unholy Alliance: deze campagne kan alleen worden geopend nadat “Rise of the Necromancer” is uitgespeeld. Alle helden uit de vorige campagnes komen voor in deze campagne. Centraal staat de alliantie gevormd door Gem, Gelu, Grag Hack en Yog in hun gevecht tegen Sandro.
- Specter of Power: een bonus campagne met opnieuw Sandro in de hoofdrol. Nu zijn leger verslagen is probeert Sandro een alliantie te vormen met de rebelse ridder Lord Haart en de Kreegans uit Eeofol. De uitkomst van deze campagne leidt direct naar het begin van het verhaal in Heroes III.

## Spelveranderingen
The Shadow of Death introduceert de mogelijkheid om de moeilijkheidsgraad van het spel aan te passen. Verder komen er twaalf nieuwe voorwerpen, acht nieuwe soorten terrein en tien nieuwe soorten teleporters in voor. Verder kunnen de helden in “Shadow of Death” vijf voorwerpen bij zich dragen in plaats van vier.
The Shadow of Death kan samen met de eerste uitbreiding Armageddon’s Blade worden geïnstalleerd. De stad “Conflux”, die in Armageddon’s Blade werd geïntroduceerd komt in Shadow of Death ook voor.